# Tipula (Schummelia) klossi
Tipula (Schummelia) klossi is een tweevleugelige uit de familie langpootmuggen (Tipulidae). De soort komt voor in het Oriëntaals gebied.